# Bělá pod Bezdězem (nádraží)
Bělá pod Bezdězem je železniční stanice ve vzdálenosti asi jednoho a půl kilometru jihovýchodně od stejnojmenného města v okrese Mladá Boleslav ve Středočeském kraji poblíž řeky Bělé. Leží ma neelektrizované jednokolejné trati Bakov nad Jizerou – Jedlová. V Bělé se dále nachází železniční zastávky Bělá pod Bezdězem město a Bělá pod Bezdězem zastávka.

## Historie

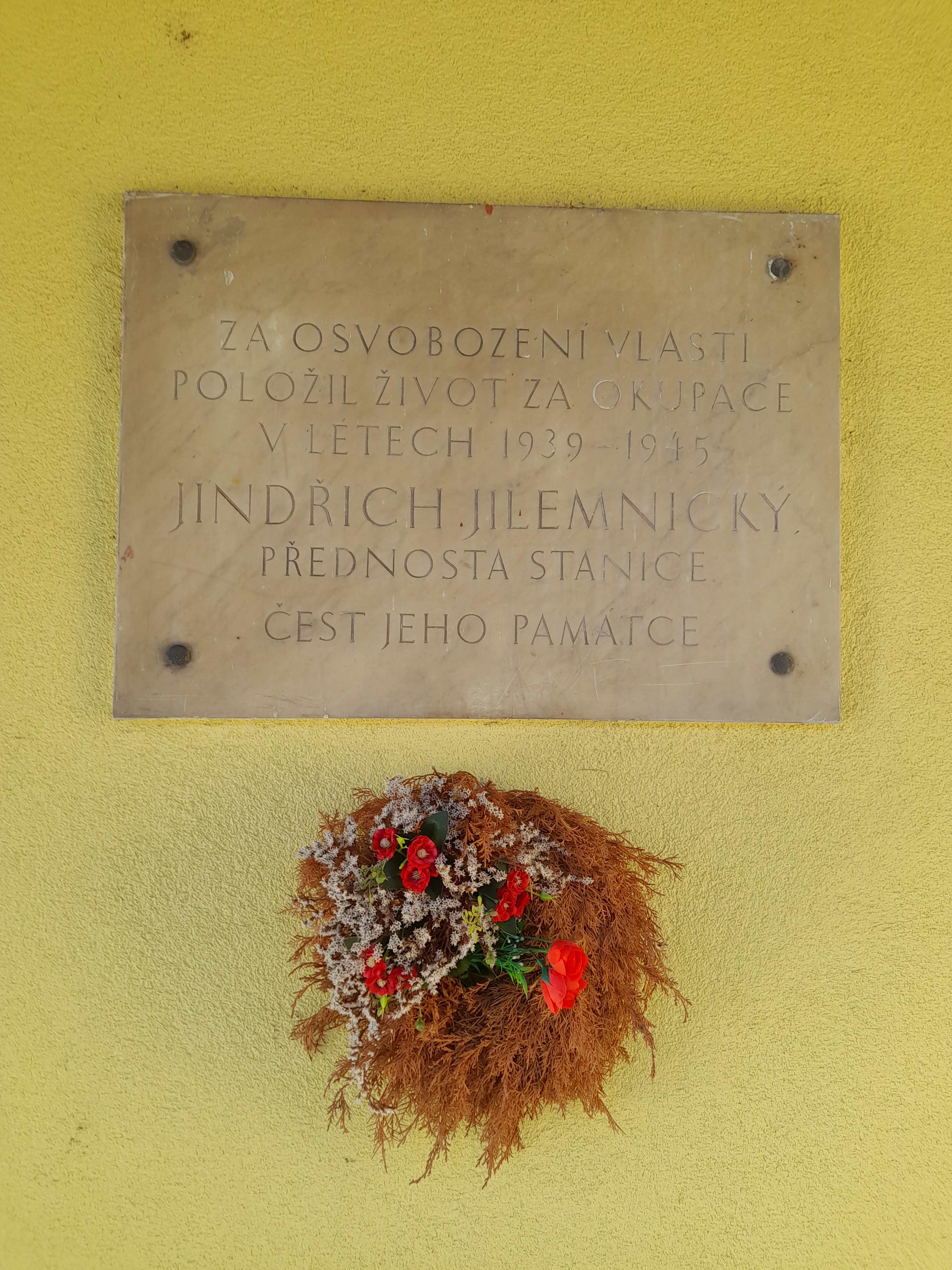
Pamětní deska na nádraží

Stanice byla otevřena 14. listopadu 1867 společnosti Česká severní dráha (BNB) vedoucí z Bakova nad Jizerou, kudy od roku 1865 vedla železnice společnosti Turnovsko-kralupsko-pražská dráha (TKPE) ze směru z Kralupy nad Vltavou do Turnova, do České Lípy (roku 1869 byla trať prodloužena až do Rumburku). Stavbu trati a železničních budov prováděla firma Vojtěcha Lanny, dle typizovaného předpisu drážních budov BNB.
Po zestátnění BNB v roce 1908 pak obsluhovala stanici jedna společnost, Císařsko-královské státní dráhy (kkStB), po roce 1918 pak správu přebraly Československé státní dráhy.

## Popis stanice
Nachází se zde dvě nekrytá hranová nástupiště, k příchodu k vlakům slouží přechody přes koleje.

### Výpravní budova
Železniční společnost Česká severní dráha v roce 1869 nechala postavit typizovanou dvoupodlažní výpravní budovu s prvky romantické architektury podle plánu inženýra Josefa Pavlovského. Jednalo se o dvoupodlažní budovu se dvěma krajními rizality se sedlovou střechou. V jednom krajním rizalitu bylo umístěno vodárenské zařízení a železná vodní nádrž. Čerpadlo bylo ruční nebo parní, voda byla určena pro napájení parních lokomotiv. V šedesátých letech 20. století byly při opravě romantizující prvky odstraněny.